# عبد العزيز كيتا
عبد العزيز كيتا (بالفرنسية: Abdul Aziz Keita) (مواليد 17 يونيو 1990 هو لاعب كرة قدم غيني يلعب حاليًا لصالح نادي كالوم ستار.

## روابط خارجية
- عبد العزيز كيتا على موقع قاعدة بيانات كرة القدم.إي يو (الإنجليزية)
- عبد العزيز كيتا على موقع ناشيونال فوتبول تيمز (الإنجليزية)
- عبد العزيز كيتا على موقع Soccerway.com (الإنجليزية)